# Эль-Вьехо
Нуэ́стра-Сеньо́ра-де-ла-Консепсьо́н-де-Эль-Вье́хо (исп. Nuestra Señora de la Concepción de El Viejo), коротко называемый Эль-Вье́хо (исп. El Viejo) — город и муниципалитет в северо-западной части Никарагуа, на территории департамента Чинандега.

## История
В 1589 году местные земли были даны в качестве энкомьенды Марие де Пеньялосе — внучке губернатора Индий Франсиско де Бобадильи, которая была замужем за губернатором провинции Никарагуа Родриго де Контреросом. Постепенно здесь вырос населённый пункт, который в 1839 году был поднят в статусе до «городка» (вилья), а в 1868 году — до «города» (сьюдад).

## Известные уроженцы
- Роберто Сакаса Сарриа (1840—1895) — президент Никарагуа в 1889—1891 и 1891—1893 годах.
- Херман Помарес Ордоньес (1937—1979) — революционер, рганизатор и руководитель СФНО.